# Конвой № 2032
Конвой № 2032 — японський конвой часів Другої світової війни, проведення якого відбувалось у вересні 1943 року.
Конвой сформували у Рабаулі — головній передовій базі в архіпелазі Бісмарка, з якої японці провадили операції на Соломонових островах та сході Нової Гвінеї. До нього увійшли переобладнаний легкий крейсер «Кійосумі-Мару» і транспорт «Токіо-Мару», а ескорт складався з мінного загороджувача «Сокутен» та мисливця за підводними човнами CH-28.
3 вересня 1943 року кораблі вийшли з Рабаула та попрямували на атол Трук (Чуук, східні Каролінські острови), де була розташована головна база японського ВМФ у регіоні. У цей період на комунікаціях архіпелагу Бісмарка, окрім підводних човнів, вже починала діяти й авіація союзників. Утім, проходження конвою № 2032 відбулося без інцидентів, і вранці 6 вересня він прибув на Трук.